# کیشورگانج-۱
کیشورگانج-۱ (به لاتین: Kishoreganj-1) یک منطقهٔ مسکونی در بنگلادش است که در ناحیه کیشورگنج واقع شده‌است.